# ژان-ژولین رویر
ژان-ژولین رویر (انگلیسی: Jean-Julien Rojer؛ زادهٔ ۲۵ اوت ۱۹۸۱) یک تنیس‌باز اهل هلند است.